# 红安七里坪革命旧址
红安七里坪革命旧址，位于湖北省红安县七里坪镇檀树岗乡，是第一次国共内战时期的中国共产党革命根据地旧址。

## 综述
1924年，大革命期间，在七里坪建立了中国共产党组织，黄安县的农民运动发展迅速。1927年蒋介石发动四一二事件后，七里坪成了黄麻地区革命策源地。1927年11月，中共黄（安）麻（城）特委依照中共中央八七会议精神，领导了黄麻起义。黄麻起义部队在七里坪誓师，随后攻克黄安县城，成立黄安县农民革命政权，并成立“中国工农革命军鄂东军”。
1929年，以七里坪为中心的鄂豫根据地形成。1930年，鄂豫皖革命根据地形成，七里坪更名为“列宁市”，成为根据地的重要城镇。1930年秋，在七里坪举行鄂豫皖边区第一次工农兵代表大会，选举产生苏维埃成员。1931年11月，在七里坪成立中国工农红军第四方面军，总指挥徐向前，政治委员陈昌浩。
红安七里坪革命旧址现存40多处革命旧址，包括鄂豫皖特区苏维埃、革命法庭、银行、工会、黄麻起义会场、中共黄安县委驻地、红军经济公社、列宁小学等等。
在七里坪镇的后山上，中华人民共和国成立后建有纪念碑，碑上刻有董必武书写的“革命烈士永垂不朽”八字。七里坪革命纪念馆位于列宁小学旧址。
2016年6月，连续降雨导致红安七里坪革命旧址中的“国共合作谈判旧址”建筑受损，部分屋面倒塌。七里坪镇人民政府组织施工单位将“国共合作谈判旧址”全部拆除，原址违法新建“七里坪镇便民服务中心”。国家文物局已致函湖北省人民政府，建议由黄冈市人民政府调查处理，依法追究有关人员的行政责任和刑事责任，同时对受损文物建筑提出善后方案，查处结果要对社会公开。2016年8月30日，国家文物局公布“文物法人违法案件专项整治行动（2016-2018）”第一批督办案件共4起，此案位居首位。

## 主要旧址
- 长胜街：七里坪镇内主要街道，南北长1华里，贯穿七里坪镇。长胜街内有革命遗址18处。[3]
- 文昌宫：七里坪镇和平街中段，是黄麻起义以及鄂豫皖临时特委、临时军事委员会旧址。[3]
- 七里坪革命法庭旧址：七里坪镇和平街，旧称“南庙”。1927年春，《湖北省惩治土豪劣绅条例》公布后，七里区农民协会在这里设革命法庭审判土豪劣绅。
- 七里坪工会旧址：七里坪镇长胜街10号。1927年秋，七里坪各行业工会在此建立七里坪工会联合会，工会机关驻此处。
- 七里区防务会旧址：檀树岗曹门口村东岳府湾，原为庙宇“东岳府”。1927年3月，七里区防务会创建，七一五事件后被迫解散。9月下旬，黄安县防务总会成立。 10月，七里区防务会在东岳府重建，曹学楷、戴克敏、戴季英、郑位三、郑行瑞等为领导，办公地点在此。
- 国民党黄安县党部第三分部旧址：檀树岗来家河湾，原为“来家河祠堂”。大革命时期，1926年冬，中国国民党黄安县党部第三分部在此建立。
- 中共鄂东特委和中国工农革命军第七军领导人会议旧址：檀树岗水库西1公里处清水塘村。黄麻起义后，中国工农革命军鄂东军转到黄陂县木兰山，不久改编为中国工农革命军第七军。1928年夏，中国工农革命军第七军回黄（安）麻（城）老区。5月，中共鄂东特委和中国工农革命军第七军领导吴光浩、曹学楷、吴焕先、徐朋人等人在清水塘村开会，决定了开辟柴山堡地区，并且以黄麻边界的摩云山、光宇山、羚羊山、木城寨等地作活动中心，恢复并新建中共党组织。会后，中国工农革命军第七军开始创建鄂豫边革命根据地。
- 紫云区农民协会旧址：檀树岗陶家边村东1公里处，原为“回龙寺”。1927年农历正月十五日，紫云区农协筹委会在这里开群众大会，成立了以曹学楷、郑位三、戴季英、吴焕先等为领导的紫云区农民协会，办公地点在此。
- 熊家嘴兵工厂旧址：檀树岗熊家嘴村中间。1931年4月，鄂豫皖边军委兵工厂（又称红军兵工厂）从河南省光山县护尔寺迁到这里。1932年4月，迁至紫云区箭河乡王湾（今属河南省新县）。
- 鄂豫皖特区苏维埃政府旧址：七里坪镇王锡九村。1930年6月到1931年5月，鄂豫皖特区苏维埃政府办公地点在此。1931年9月，鄂豫皖特区苏维埃政府保卫局第三分局办公地点在此。
- 鄂豫皖特区革命军事委员会旧址：檀树岗戴世英村，原为“戴氏祠堂”。1931年2月，中共鄂豫皖特区委员会及鄂豫皖特区军事委员会成立, 鄂豫皖特区军事委员会办公地点在此。
- 鄂豫皖特区苏维埃银行旧址：七里坪长胜街48号。1930年秋，鄂豫皖特区苏维埃银行在这里成立。
- 中西药局旧址：七里坪镇长胜街49号。1931年到1932年春，黄安县苏维埃政府在这里开设中西药局，为红军医院供应主要是中草药的医药品。
- 黄安县苏维埃经济公社旧址：七里坪镇长胜街52-54号。1930年，黄安县苏维埃政府在这里创办鄂豫皖特区首个苏维埃经济公社。1931年7月，更名为鄂豫皖特区经济公社第四分社。
- 列宁市苏维埃饭堂合作社旧址：七里坪镇长胜街29号（五夹巷口）。1930年9月，列宁市苏维埃政府在这里开设“饭堂合作社”，主要供应日用工业品及土特产，兼招待来往的革命同志及行商，持苏维埃政府或红军介绍信者免费。
- 中国共产党七里区委员会旧址：七里坪镇花园畈村桥头岗（原名神灯岗）。1929年秋到1930年9月、1930年冬到1932年春，中国共产党七里区委员会两度驻这里。
- 黄安县苏维埃政府旧址：七里坪镇方家院子村。1930年秋，黄安县苏维埃政府自紫云区箭厂河乡闵氏祠堂迁到这里，后迁入七里坪镇，1931年又迁入黄安县城。
- 红军缝衣厂旧址：七里坪镇盐店河村耿家洼湾。1930年春，红军缝衣厂创建。
- 中共鄂东北道委旧址：紫云许葛楼村闵家湾。1930年2月27日，黄安县苏维埃政府在这里成立。1933年，中国共产党鄂东北道委员会从天台山迁到这里，中国工农红军第二十五军军部随道委机关驻在这里。旧址山墙上留有红二十五军政治部石灰水标语：“扩大游击……！”
- 彭杨军政学校旧址：檀树岗杨李家村祠堂（又名聂家河），原为“聂氏祠堂”。1931年12月12日，中共中央鄂豫皖分局、鄂豫皖革命军事委员会决定，将原来鄂豫皖革命军事委员会所属的军事政治学校第四分校更名为“彭杨军政学校”，校址设在这里。现存的后幢的南厢房是校长蔡升熙办公室兼宿舍，北厢房是傅钟、李特宿舍。
- 红军招募处旧址：檀树岗旧街中心。1929年秋到1930年6月，中共鄂豫皖特委在这里设红军招募处。开设后的前3天，共接收2000多名青壮年加入红军。
- 红军看守所旧址：檀树曹门口村，原为祠堂。1930年到1931年，红军看守所、红军炮校设在这里。
- 中共红安中心县委员会遗址：檀树岗杨李家村程芳湾。1931年12月，中共中央鄂豫皖分局将黄安县更名为红安县。1932年，中共红安中心县委员会驻在这里。
- 红二十五军重建地：檀树岗的一片河滩。1932年10月红四方面军主力向西转移后，中共鄂豫皖省委员会领导沈泽民等人在1932年11月29日于檀树岗举行最高军事干部会议，重建中国工农红军第二十五军。11月30日，红二十五军重建大会在这里举行。
- 中共鄂豫皖省委扩大会议旧址：檀树岗熊家嘴村姜家岗。1932年10月，红四方面军主力西移后，中共鄂豫皖省委和红军领导沈泽民、徐宝珊、郑位三、成仿吾、戴季英、王平章、徐海东、廖荣坤、高敬亭、吴焕先等于1932年12月30日在这里召开中共鄂豫皖省委扩大会议，决定红军继续以师为单位活动，并且在皖西北成立红二十八军，而且决定重建中共鄂豫皖省委及中共鄂东北、皖西北两个道委会，沈泽民为中共鄂豫皖省委书记，徐宝珊为中共鄂东北道委书记，郭述申为中共皖西北道委书记。
- 中国共产党鄂豫皖省委员会旧址：檀树岗姜家岗村。1932年12月30日重建的中共鄂豫皖省委员会机关驻在这里。
- 中国工农红军第二十五军军部旧址：七里坪镇天台山村下家凹。1932年11月29日红二十五军重建后，以七里、紫云、天台山为据点。1933年春，军部驻在这里。
- 中共鄂东北道委员会旧址：七里坪镇九焰山（又名黄杨寨）东半山山腰的止止洞。1934年11月，红二十五军长征后，重建的中共鄂东北道委员会驻在这里。
- 国共合作谈判旧址：今七里坪镇人民政府大院内。1937年7月，红二十八军根据中共中央建立抗日民族统一战线的批示，在安徽省岳西县与中国国民党方面的“鄂豫皖剿共督办公署”签署“停止内战，一致对外，合作抗日”协议。1937年8月，红二十八军在赴七里坪途中，遭中国国民党当局武力阻挡。1937年10月，红军代表何耀榜等人到七里坪，同中国国民党方面的武汉行营原参加“岳西谈判”的代表刘纲夫在这里谈判。红军代表列举当局破坏岳西协议的行为，迫使当局撤走驻七里坪的部队。
- 中国工农红军第二十八军军部旧址：七里坪镇盐店河村蔡家，原为“蔡氏祠堂”。1937年9月到1938年2月，红二十八军军部驻此。
- 抗日军政学校旧址：七里坪镇盐店河村秦罗庄附近，原为“秦氏祠堂”。1937年12月，红二十八军在这里办抗日军政干部学校。
- 红二十八军新兵营招兵处旧址：七里坪镇盐店河村秦罗庄的新屋岗。1937年10月到1938年1月，红二十八军在这里设新兵营招兵处。
- 中国工农红军第四方面军诞生地纪念碑：七里坪西门外河滩上。1931年11月7日，中国工农红军第四方面军成立大会在此举行。1979年10月，红安县革命委员会在此建纪念碑。纪念碑占地面积1200平方米，高16米，方柱形钢筋混凝土结构。碑正、背面镶汉白玉，正面刻徐向前题写的：“中国工农红军第四方面军诞生地”，背面刻红安县革命委员会所撰碑文。
- 七里坪革命烈士纪念碑：七里坪镇东南山坡。1973年7月建成。高10米，宽2米，方柱形，正、背面镶汉白玉，正面刻董必武所题：“革命烈士永垂不朽”，背面刻董必武为纪念黄麻起义35周年所作两诗：“廿二年间起伏多，黄麻革命涌红波，大山三座终移去，党引工农奏凯歌。”“燎原烈火起星星，烧却江淮腐恶根，英勇斗争成绩颗（夥），山区到处见新村。”
- 鄂豫皖红军烈士纪念碑和程训宣烈士纪念碑：七里坪镇王锡九村黑洼山山脚。1931年张国焘在鄂豫皖苏区“肃反”，黄麻起义早期领导人多数被杀，其中有徐向前的前妻程训宣，有2000多名红军将领及县乡苏维埃干部在黑洼被杀。中华人民共和国成立后，红安县人民政府在这里建了座红军烈士合葬墓。2002年，又在这里新建鄂豫皖红军烈士纪念碑和程训宣烈士纪念碑。红军烈士纪念碑高3.1米，由26块大别山青石组成地图形，象征鄂豫皖苏区26个县革命政权，三级石台阶象征鄂豫皖三省首府在此创建。碑文“鄂豫皖红军烈士永垂不朽”由李尔重题写。程训宣烈士纪念碑的“程训宣烈士名垂千古”碑文由张天伟（老红军、原中共西南民族学院党委书记）题写。
- 秦绍勤烈士纪念塔：七里坪长胜街北端出口处，1974年红安县革命委员会修建。棱锥形，占地面积9平方米，通高3.2米。秦绍勤（1903年-1927年），七里坪福德院墙村人。1925年冬参加中国共产党。1927年2月出任四区农民协会主席，8月，七里坪工会成立时是负责人之一。后在福德、柳林等地成立农民赤卫队，参加过黄麻起义。1927年冬被中国国民党军队逮捕，遭受酷刑，农历腊月初三被绑在电线杆上开膛破肚、挖出内脏，头颅被割下后悬挂在七里坪镇西门城墙上示众。1974年，红安县革命委员会在七里坪长胜街北端立纪念塔，碑文为“英雄秦绍勤，开膛剖肚在北门，宁愿自己死，不连累别人。”
- 南一门遗址：七里坪河街南端。1930年2月，黄安县苏维埃政府把小南门更名为“南一门”，纪念革命烈士张南一。张南一（1880年-1928年），七里坪镇柳林河人。1926年起参加农民运动，同年参加中国共产党。1927年出任七里区防务会宣传股长。1928年由于叛徒告密被捕，被用铁丝穿过肩胛及脚跟，关进七里坪监狱。被用烙铁烙遍全身，用刀划开皮肉浇盐水和辣椒水，最后被割去舌头活埋。
- 光浩门遗址：七里坪北端公路大桥南头。1930年2月，黄安县苏维埃政府把七里坪小北门更名为“光浩门”，纪念黄麻起义领导之一吴光浩烈士。
- 列宁市彭湃街遗迹：七里坪河街南头方迎春家住宅南山墙。为楷书“列宁市彭湃街”6字。1930年2月，七里区苏维埃政府成立，根据徐宝珊提议，中共鄂豫边特委和革命委员会通过，将七里坪更名为“列宁市”，将河街更名为彭湃街。
- 列宁市杨殷街遗迹：七里坪长胜街132号北山墙。为楷书“列宁市杨殷街”6字。1930年2月，七里坪更名为“列宁市”、正街更名为“杨殷街”。
- 七里坪列宁小学旧址：七里坪河街。1930年春，七里坪列宁小学由黄安县苏维埃政府创办。1932年7月，中国国民党军队进驻七里坪，学校停办。1940年复校，更名为黄安县第四高等小学。1942年更名为七里区中心小学。1950年，红安县人民政府接管，更名为黄安第十二小学。1952年更名为七里坪小学。1976年重新定名为红安县列宁小学。
- 红军洞：七里坪镇草鞋店村之鸡公寨东半山山腰。1934年11月，红二十五军长征后，留在这里的红军游击队常住该洞。
- 英雄树：檀树岗熊家嘴村前大槐树。1929年3月18日，黄安县农民委员会主席程昭续在七里坪遭国民党军队杀害。随后其头颅被檀树岗民团团总程道年割下，挂在此槐树上。1976年，中共红安县檀树公社委员会将此树命名为“英雄树”。
- 红四方面军后方总医院：前身是红色医院（鄂豫皖革命根据地首家红军医院）。1929年5月，红色医院在紫云区刘家园成立，负责人林之翰（西医），另有一位中医戴淑先及4名从农村姑娘做看护。7月，红色医院初成规模。1930年1月，红色医院扩编成“鄂豫皖红军总医院”，院长苏静观。4月，林之翰率医生、看护到姜家岗成立分部。1931年秋，鄂豫皖红军总医院从刘家园、姜家岗迁至箭厂河。红四方面军成立后，鄂豫皖红军总医院改名为“中国工农红军第四方面军后方总医院”。七里坪有总医院下设的分医院：姜家岗红军医院第一分院、高家湾红军医院第二分院。
  - 姜家岗红军医院第一分院旧址：1930年4月在紫云区檀树乡姜家岗成立第一分医院，负责人林之翰、苏静观、邹达夫、孟汛然、周胡子等。同年秋，在紫云区箭厂河新建的红军总医院竣工后，总医院机关和领导迁至箭厂河，第一分院仍设姜家岗。第一分院院部设在程儒训家。
  - 高家湾红军医院第二分院旧址：1930年春，上级决定在紫云高家湾开设第二分院，以中医为主，在卢家湾另设以西医为主的分部。第二分院院长刘黄初、政委张祥华，不久抽调部分医务人员到黄安县南大塘湾成立第五分院。
- 红二十五军总医院：1932年，红四方面军向西转移后，随红二十五军留下的红四方面军总医院医护人员率千余名伤员分组辗转黄安县、麻城县、光山县间。1933年，林之翰、钱信忠、吴子楠等50人在天台山高山岗成立红二十五军总医院，院长林之翰。1934年，在七里方蔡家湾成立临时医院，院长钱信忠。1934年红二十五军长征，钱信忠、吴子楠等随军，留下的医护人员改归红二十八军。
- 红二十八军总医院：又称“道委总医院”，在老君山、天台山、潘家河一带，由鄂东北道委领导，院长林之翰，政委熊德安（女）。总院下设4个分院（鄂东北、皖西北各2个）。鄂东北的2个分院，1个在红安县老君山仰天窝、毛家贫，1个在红安县、经扶县交界处的莲棠山，医务人员由林之翰培训。1935年4月28日，因叛徒告密，中国国民党军队五六百人夜袭天台山，包围医院，林之翰等十多人被俘，部分医护人员被杀。 后医院由张映青、汪浩、戴新春负责，一直到抗日战争爆发。[3]

## 文物保护情况
1981年12月30日，以“红安七里坪革命旧址”的名义被湖北省人民政府列为第二批湖北省文物保护单位；1988年1月13日，以“红安七里坪革命旧址”的名义被中华人民共和国国务院列为第三批全国重点文物保护单位。
各子项作为文物的保护范围为：
（1）长胜街南起胜利东街，北至秦绍勤烈士就义处止。临街门面东西两侧各向外延伸15米为重点保护区，另西侧15米外至红坪大道和东侧15米外至25米内为一般保护区。
（2）列宁小学旧址，东至红坪大道，西至沿河大道，南至教工宿舍楼，北至教学楼为重点保护区。
（3）中国工农红军第四方面军诞生地纪念碑，北向宽100米、长100米，面向宽100米、长150米，东向宽40米、长150米（至南一门），西至河滩。
（4）革命烈士纪念碑，向西50米，北50米，南60米，东150米，长200米。
（5）黄麻起义会议遗址，长250米、宽200米。
（6）革命法庭旧址，门前宽15米、长50米，前檐外宽10米、长15米，后檐外宽10米、长15米，北墙外宽10米、长15米。
（7）列宁市彭湃街遗迹，门前宽15米、长20米，南宽8米、长15米，北宽4米、长8米，后宽3米、长15米。
（8）光浩门：从大桥至小北门遗迹宽15米、长20米。南一门以纪念碑为中心，宽8米、长10米。经济公社袜厂遗址长30米、宽20米。
（9）中共七里区委旧址，门前宽30米、长40米，西墙外宽10米、长15米，南墙外宽15米、长25米，后檐外宽10米、长20米。
（10）国共合作谈判旧址，门前宽15米、长17米，东墙外宽10米、长15米，西墙外宽10米、长15米，后檐外宽15米、长20米。
（11）鄂豫皖特区苏维埃政府旧址：门前宽20米、长30米，北墙外宽20米、长25米，南墙外宽7米、长30米，后檐外宽20米、长25米。
（12）鄂豫皖革命军事委员会旧址：门前宽13米、长18米，北墙外宽7米、长20米，南墙外宽20米、长25米，后檐外宽20米、长40米。
（13）彭杨军政学校旧址：门前宽20米、长22米，北墙外宽7米、长20米，南墙外宽9米、长20米，后檐外宽30米、长40米。
（14）中共鄂豫皖省委会旧址：门前宽10米、长18米，东墙外宽20米、长25米，西墙外宽10米、长15米，后檐外宽15米、长20米。